# Nei tuoi occhi (romanzo)
Nei tuoi occhi è un romanzo dello scrittore statunitense Nicholas Sparks, pubblicato in Italia nel 2016 dalla casa editrice Sperling & Kupfer.

## Trama
Maria ha lavorato duramente per costruire il suo futuro. Finalmente è diventata un avvocato di successo e ha una carriera davanti a sé. Qualcosa però sembra metterla in pericolo e lei sente la necessità di tornare a Wilmington e rifugiarsi dalla sua famiglia. Colin ha avuto un passato difficile, la violenza lo ha segnato ma sta cercando in tutti i modi di fare del suo meglio per non mettersi ancora nei guai e ridare un significato positivo alla sua esistenza. Per questo ormai passa le sue giornate tra lo studio, la palestra e il bar di Wilmington in cui lavora per pagare l'affitto della casa in cui vive grazie all'aiuto di una coppia di amici, la sua nuova famiglia. Né Maria né Colin pensano ad una relazione, ognuno immerso nella propria vita. Ma, in una notte di pioggia torrenziale, è il destino a farli incontrare e a rimescolare le carte. Sarà l'inizio della loro storia d'amore. Il passato, però, torna a bussare alle loro porte e rischia di distruggere la promessa del loro amore.

## Edizioni
Nicholas Sparks, Nei tuoi occhi, Sperling & Kupfer, 2016, pp 494, ISBN 978-88-6836-441-0.